# Prusia Occidental
Prusia Occidental (en alemán: Westpreußen; en polaco: Prusy Zachodnie) fue una provincia del Reino de Prusia de 1773 a 1824 y de 1878 a 1918, que fue creada a partir de la provincia polaca de Prusia Real. Después de 1918, su región central se convirtió en el Corredor polaco y en la Ciudad libre de Dánzig, mientras que las regiones que permanecieron con la República de Weimar se convirtieron en la nueva Prusia Posnania Occidental o se unieron a la Prusia Oriental, como la Regierungsbezirk Prusia Occidental. El territorio fue incluido al interior del Reichsgau Danzig-Prusia Occidental de 1939 a 1945, después de lo cual se convirtió en parte de Polonia. En la actualidad, el territorio de la ex Prusia Occidental está dividido entre el voivodato de Pomerania y voivodato de Kuyavia y Pomerania en Polonia.
La denominación Prusia Occidental también es utilizada como un nombre general para la región en el contexto histórico que abarca desde el siglo XIII hasta 1945. Habitada por los prusianos y los pomeranios durante la Edad Media, la población se mezcló a lo largo de los siglos con las inmigraciones de alemanes, polacos, eslovincios, casubios, hugonotes, menonitas y escoceses, entre otros.

## Historia
En la guerra de los Trece Años (1454-1466), los pueblos de Pomerelia y Prusia Occidental se rebelaron contra los Caballeros teutones y buscaron la ayuda del rey Casimiro IV Jagellón de Polonia. Para la Paz de Thorn de 1466, Pomeralia y Prusia Occidental se convirtieron en la provincia polaca de Prusia Real, con lo cual recibió varios derechos especiales, en particular en Gdansk. Prusia Real se convirtió en parte de la República de las Dos Naciones en 1569 y retuvo un autogobierno por parte de los nativos prusianos. Prusia Oriental, por otra parte, permaneció bajo dominio de los Caballeros Teutones que fueron reducidos a vasallos de Polonia por la Paz de Thorn. Este territorio se convirtió en el Ducado de Prusia en 1525 y dejó de lado el protectorado polaco con el Tratado de Wehlau en 1657.
La mayor parte de Prusia Real fue anexada por el Reino de Prusia en la primera partición de Polonia y se convirtió en la provincia de Prusia Occidental el año siguiente, con la excepción de Varmia, que se convirtió en parte de Prusia Oriental. El rey Federico II el Grande rápidamente comenzó con la mejora de la infraestructura del nuevo territorio. El código legal y administrativo polaco fue reemplazado por el sistema prusiano y se mejoró la educación: se construyeron 750 escuelas entre 1772 y 1775. Tanto los profesores protestantes como los católicos enseñaban en Prusia Occidental y, al igual que los administradores, eran motivados a ser capaces de hablar en alemán y en polaco.
También aconsejó a sus sucesores aprender polaco, una política seguida por la dinastía Hohenzollern hasta que Federico III decidió no permitir a Guillermo II aprender el idioma. No obstante, Federico II el Grande veía con preocupación a muchos de sus nuevos súbditos. No tenía más que desprecio hacia la Szlachta, la amplia nobleza polaca, y escribió que Polonia tenía «el peor gobierno en Europa, con la excepción de Turquía». Consideraba a Prusia Occidental tan incivilizada como la Canadá colonial. y comparaba a los polacos con los iroqueses. En una carta a su hermano Enrique, Federico escribió sobre la provincia que «es una adquisición muy buena y ventajosa, tanto desde un punto de vista financiero como político. Para provocar menos envidia, le digo a todos que en mis viajes he visto solo arena, pinos, páramos y judíos. A pesar de esto, hay mucho trabajo por hacer; no hay orden ni planificación, y los pueblos se encuentran en una situación lamentable.» Federico invitó a inmigrantes alemanes para que desarrollaran la provincia, aunque también con el objetivo de desplazar a los polacos. Muchos oficiales alemanes también veían a los polacos con desprecio.